# Hellasgården

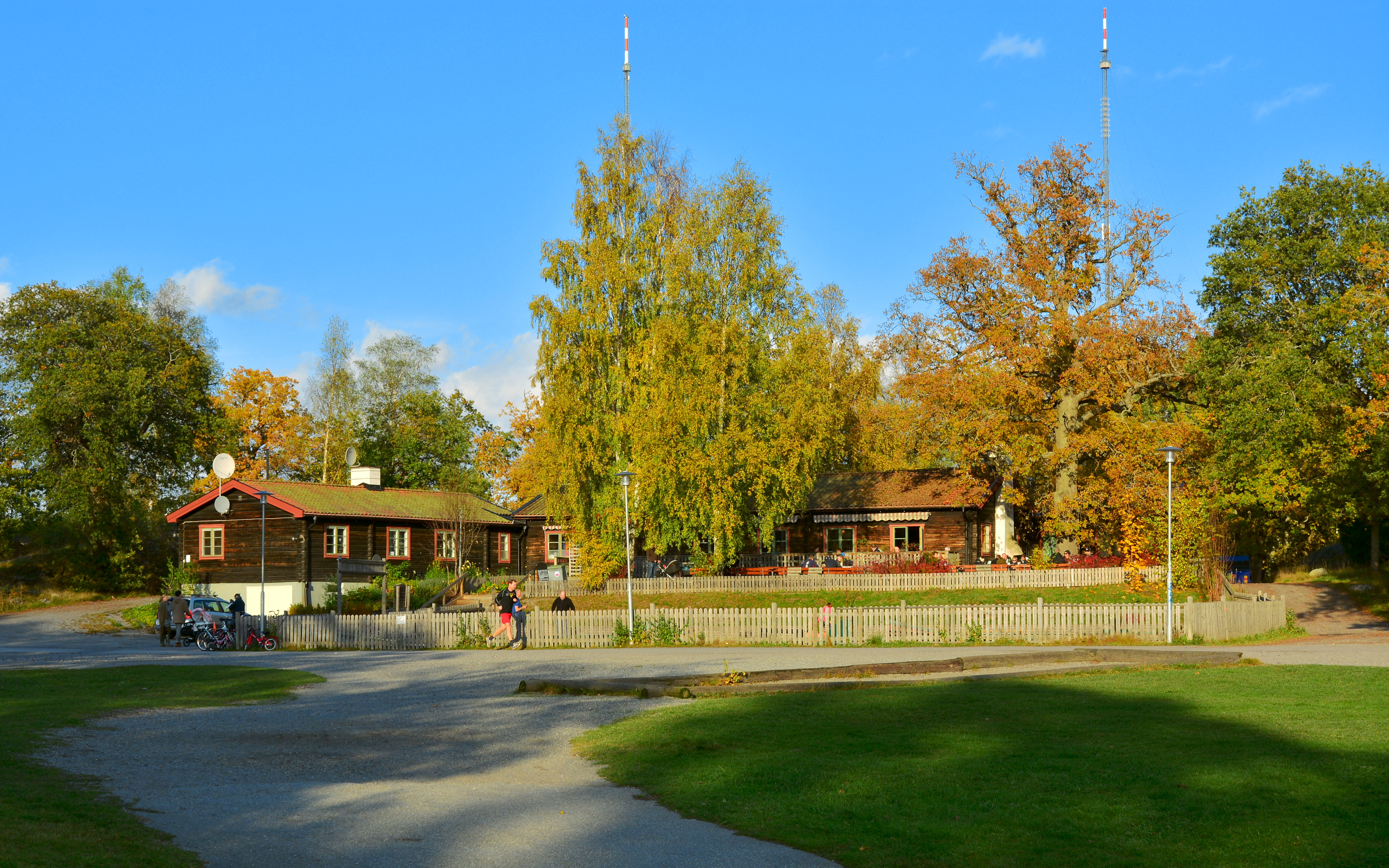
Hellasgården, oktober 2014.

Hellasgården är en frisksportanläggning och klubbgård i Nackareservatet i Nacka kommun, nära Älta och Nackamasterna.  Anläggningen ligger vid Källtorpssjön. 

## Beskrivning

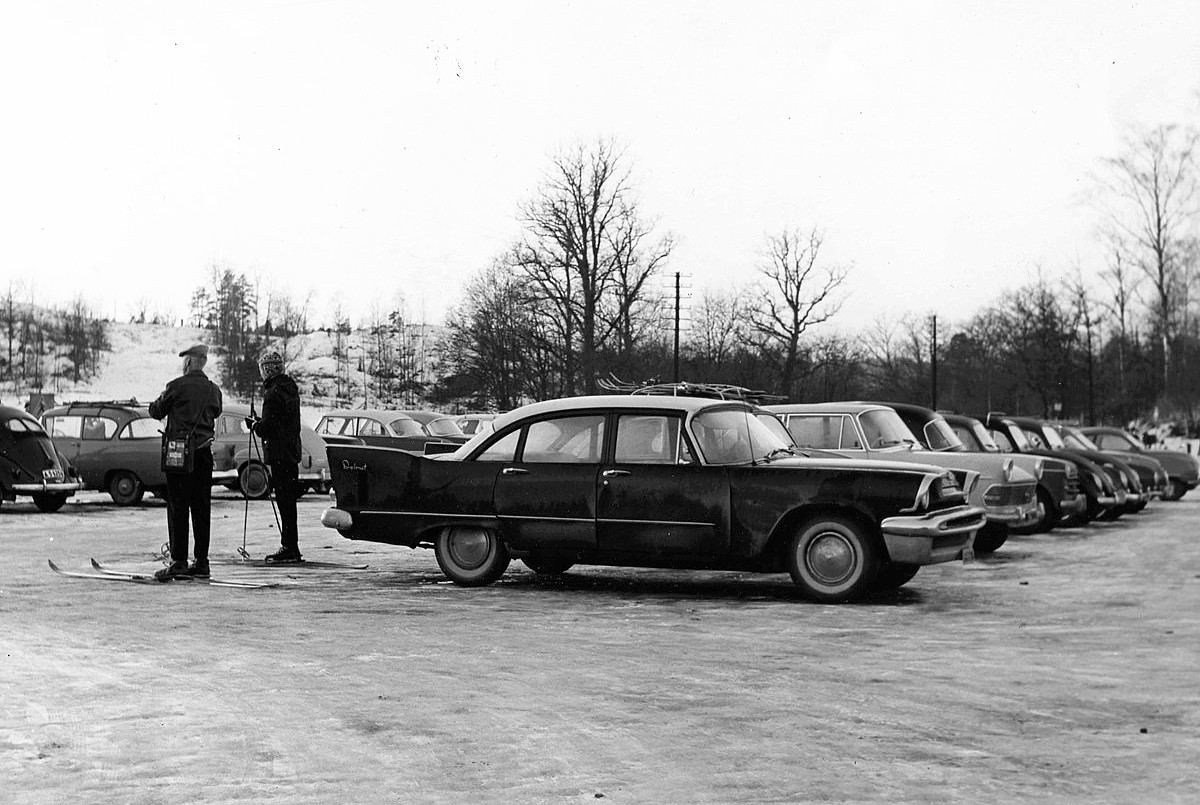
Hellasgårdens väl besökta parkeringsplats på 1950-talet.

Namnet härrör från idrottsföreningen ”Hellas” som startades den 14 maj 1899 av prästen Ernst Klefbeck. Trakten kring Källtorpssjön var ofta ett utflyktsmål och där utövades friluftsliv, spelades fotboll och till och med vattenpolo. Den första klubbstugan "Hellasgården", då en enkel stuga, uppfördes 1914 och klubbmedlemmarna började att vistas vid Källtorpssjön. Stockholm stad, som äger marken, beviljade avstyckning av en tomt och bygget av nya "Hellasgården" påbörjades 1943, av klubbens egna medlemmar. Invigningen av storstugan skedde 1945.
Undersökningar har visat att fastigheten ligger på gammal kulturmark, rester av gamla stensättningar och järnåldersgravar vittnar om att det har funnits en forntida by här. Informationsskyltar berättar om en del av dessa boplatser. Väster om dagens bebyggelse finns en lämning efter torpet Storhagen som lydde under Nacka gård.
Idag drivs Hellasgården av idrottsföreningen SoIK Hellas och mesta av det övergripande arbetet på gården sköts av klubbmedlemmar. Målet för verksamheten är att försöka kombinera allmänhetens intresse för friluftsliv och klubbens idrottsliga intressen. 
Gården utgörs idag framför allt av en frilufts- och motionsanläggning med konferensverksamhet och STF-vandrarhem samt restaurang Storstugan. På gården finns ett 20-tal aktiviteter som bastu och kallbad, fotbollsgolf, orientering, bangolf, båtuthyrning, utegym, skidor och skridskor med uthyrning. Anläggningen är öppen för allmänheten varje dag året om och på de tider som bestäms av föreningen. Mittemot Hällasgården, på Ältavägens södra sida, ligger Hellasgårdens fyra tennisbanor. Dit kommer man via en gångtunnel under Ältavägen.
Kring Hellasgården sträcker sig ett antal löp- och skidspår, bland annat en 5 km, 6 km, 8 km och 10 km lång motionsslinga samt ett 3,5 km långt el-ljusspår. Området är populärt bland mountainbikecyklister och ett stort antal stigar löper i området varav några av de mer kända benämns "Blå spåret" och "Gröna spåret". På vintrarna plogas ofta ett skridskospår upp på Källtorpssjön. På norra sidan av sjön finns Hästhagsbadet.
Hellasgården har en egen busshållplats, som trafikeras av linje 401, 491, 821 och 840.

## Bilder

Huvudbyggnad (Storstugan)
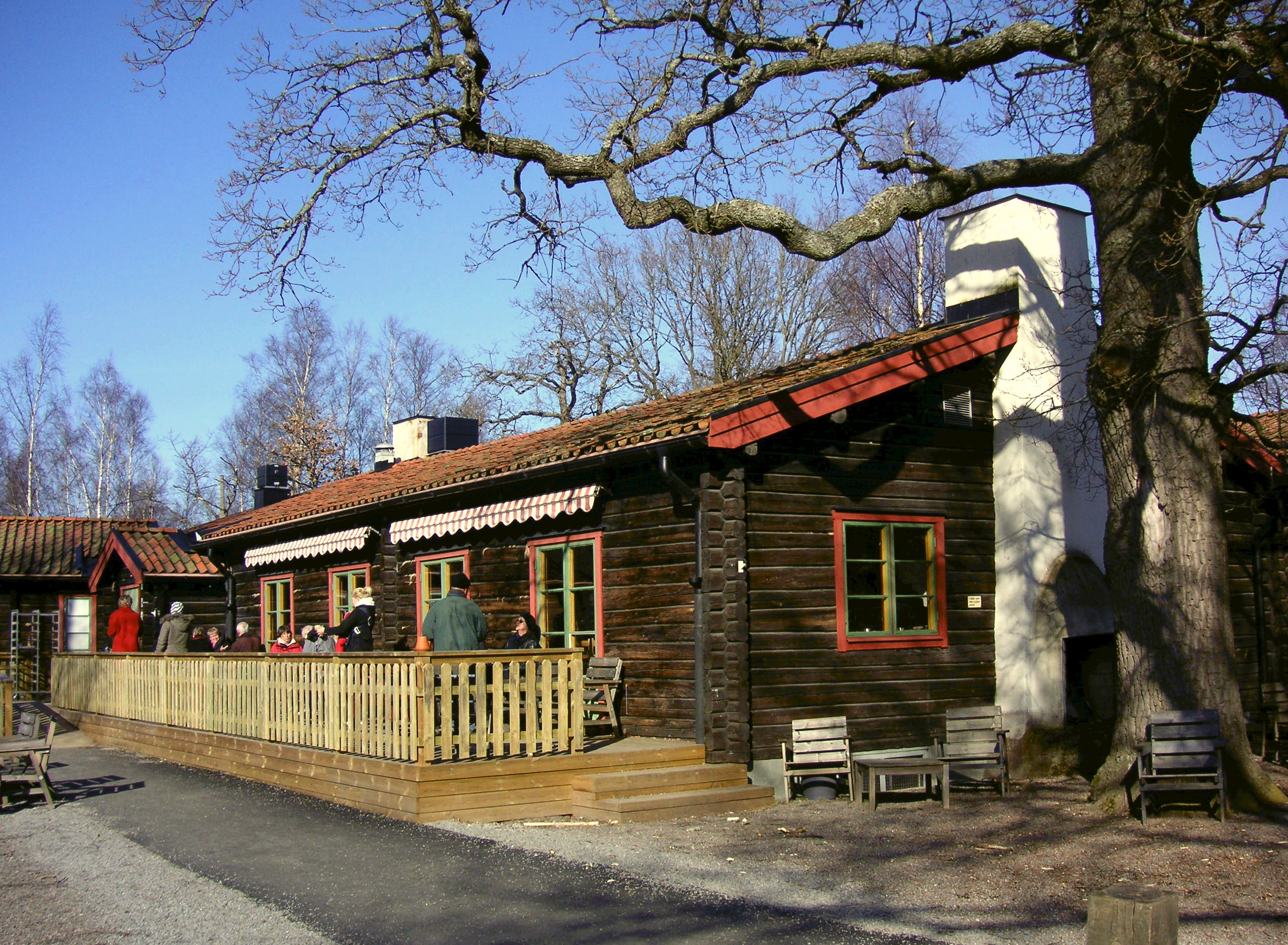
Exteriör.
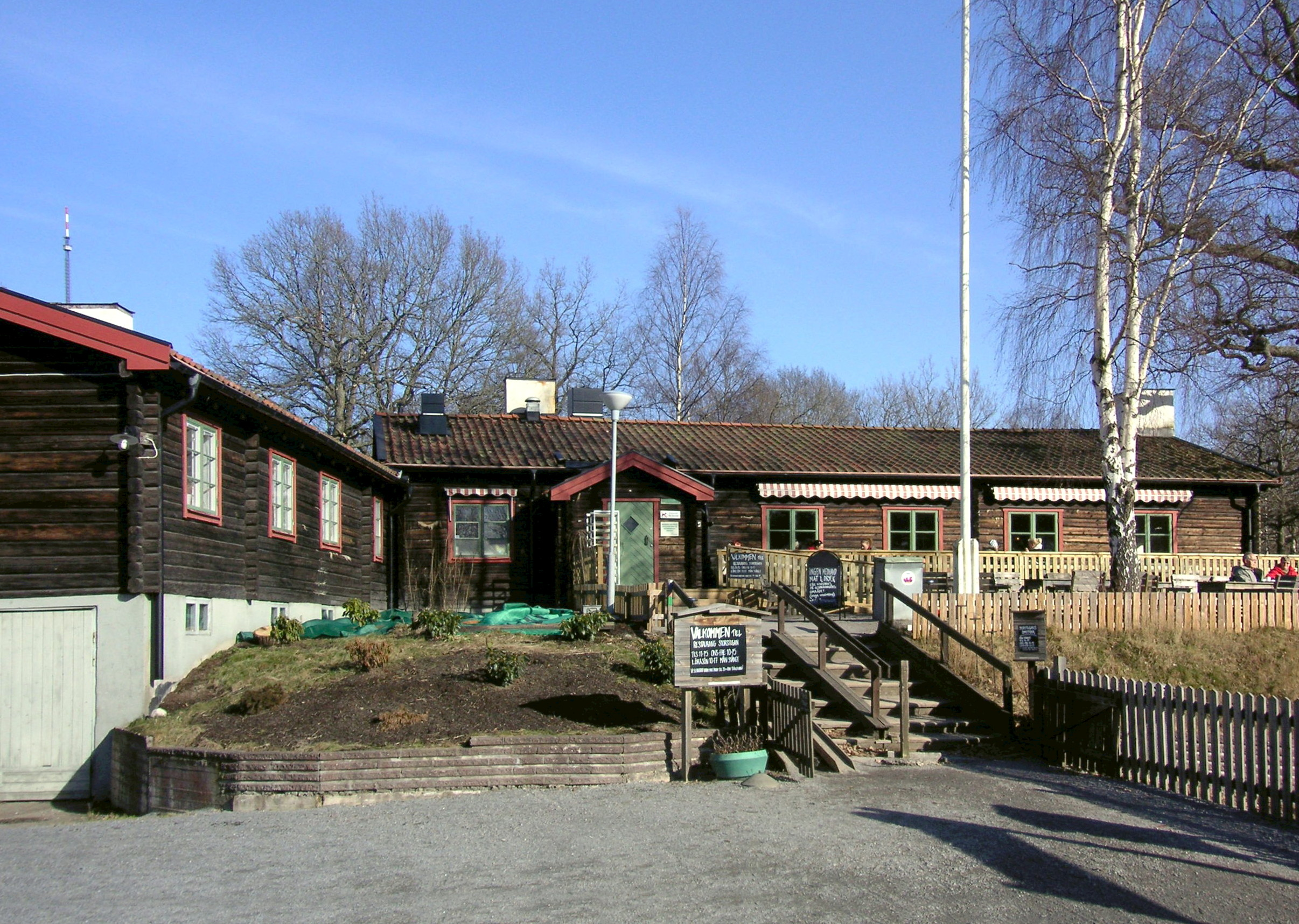
Exteriör.
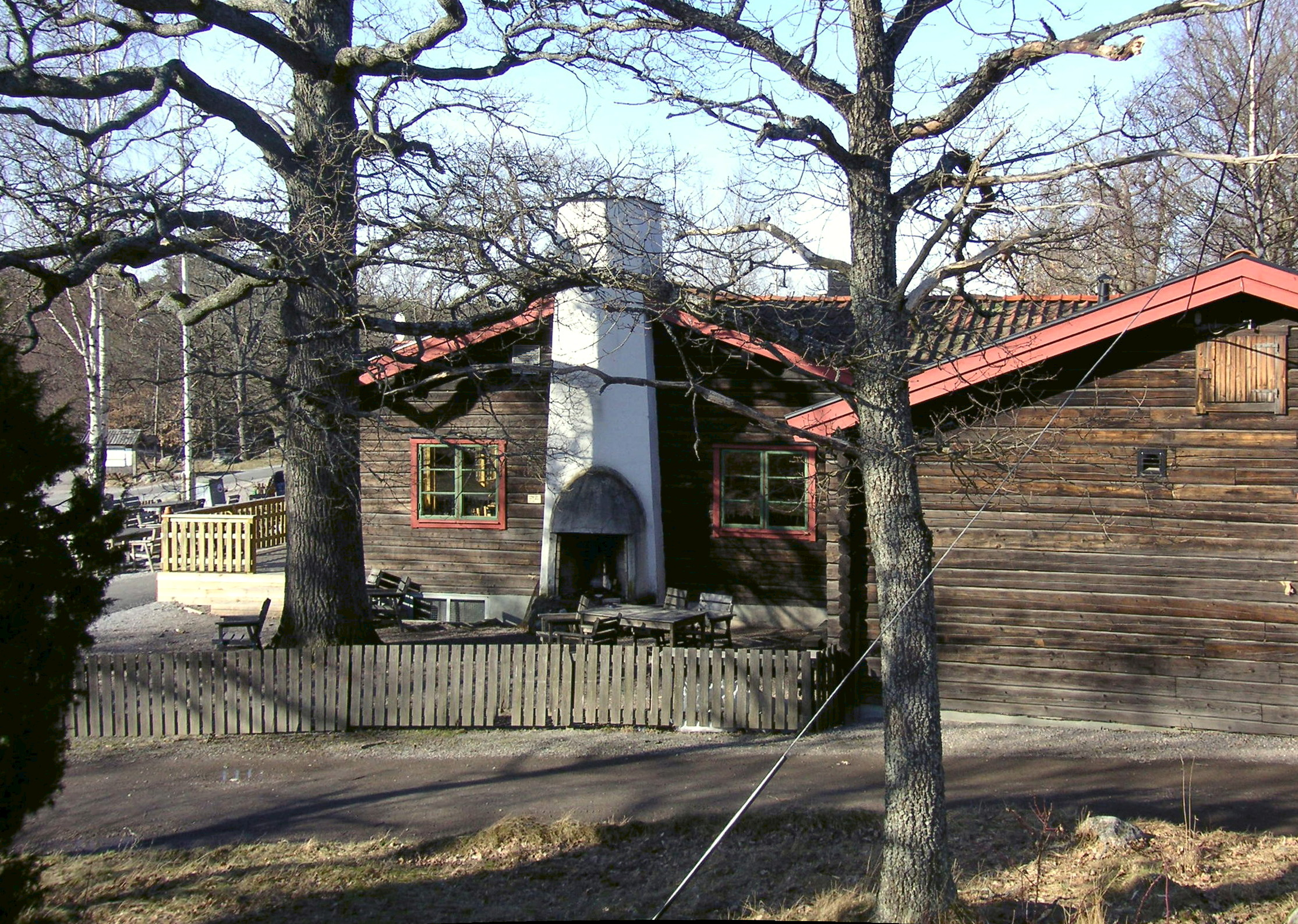
Exteriör.
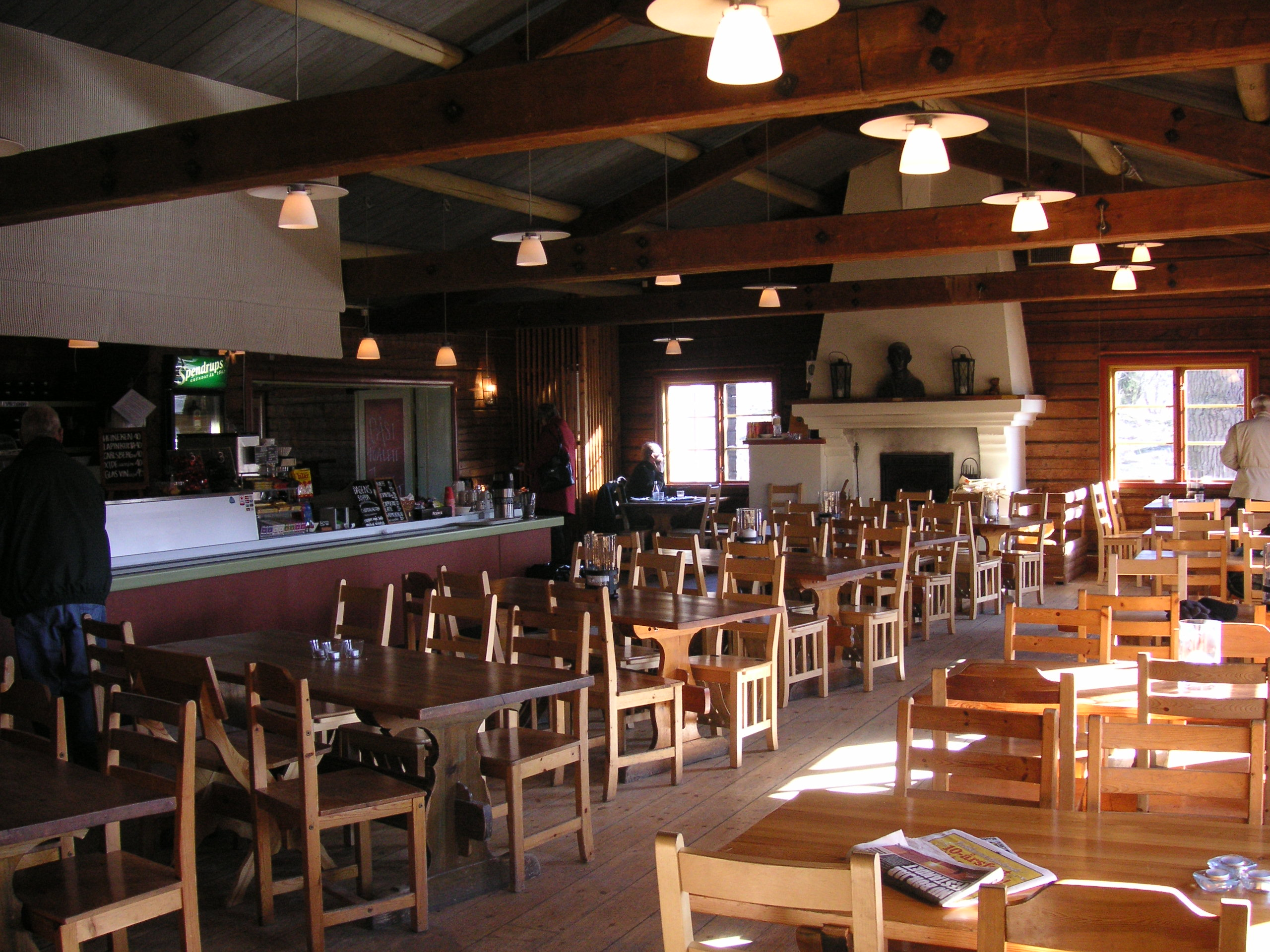
Interiör.

Övriga aktiviteter (urval)
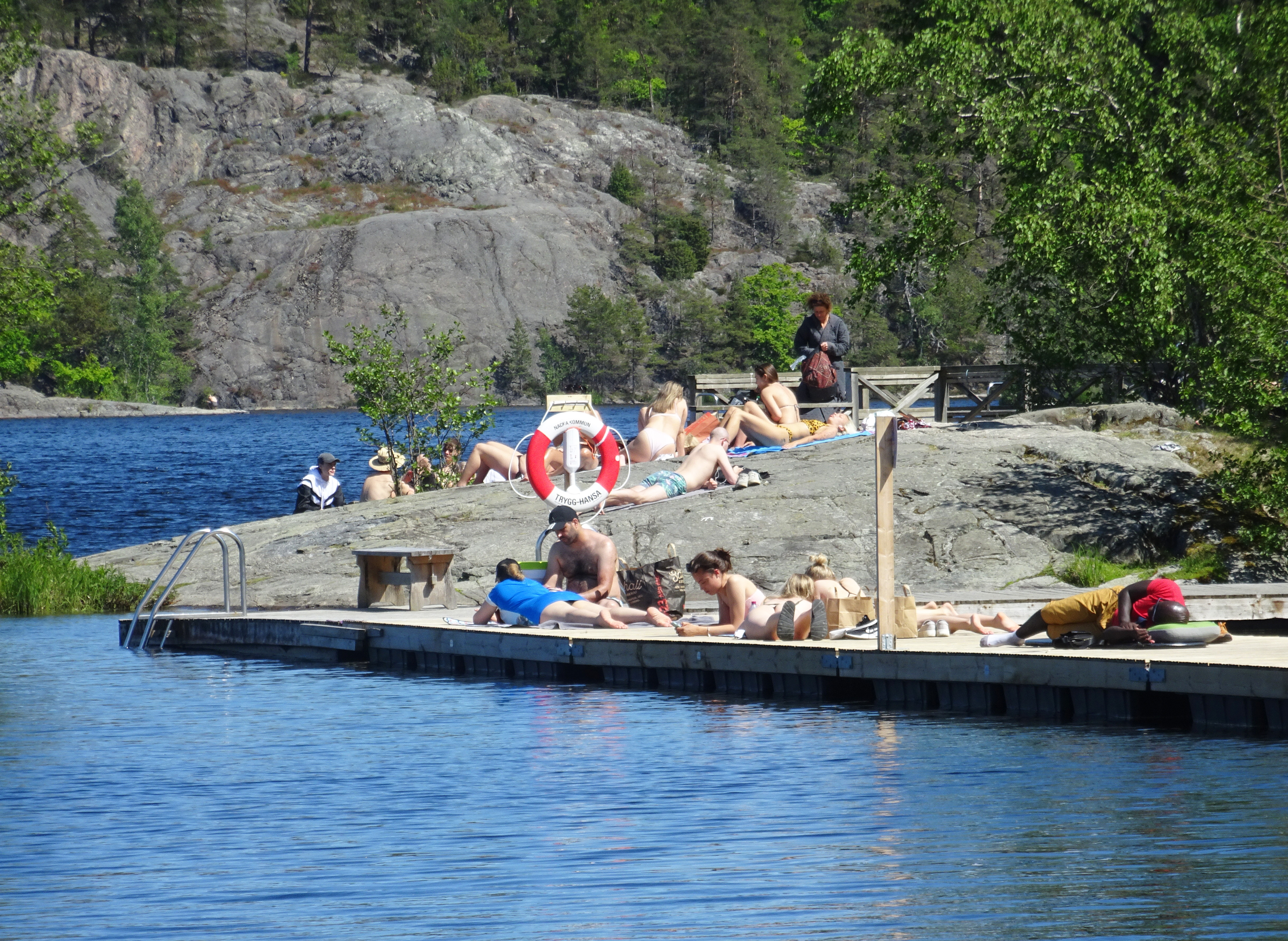
Klippbadet.
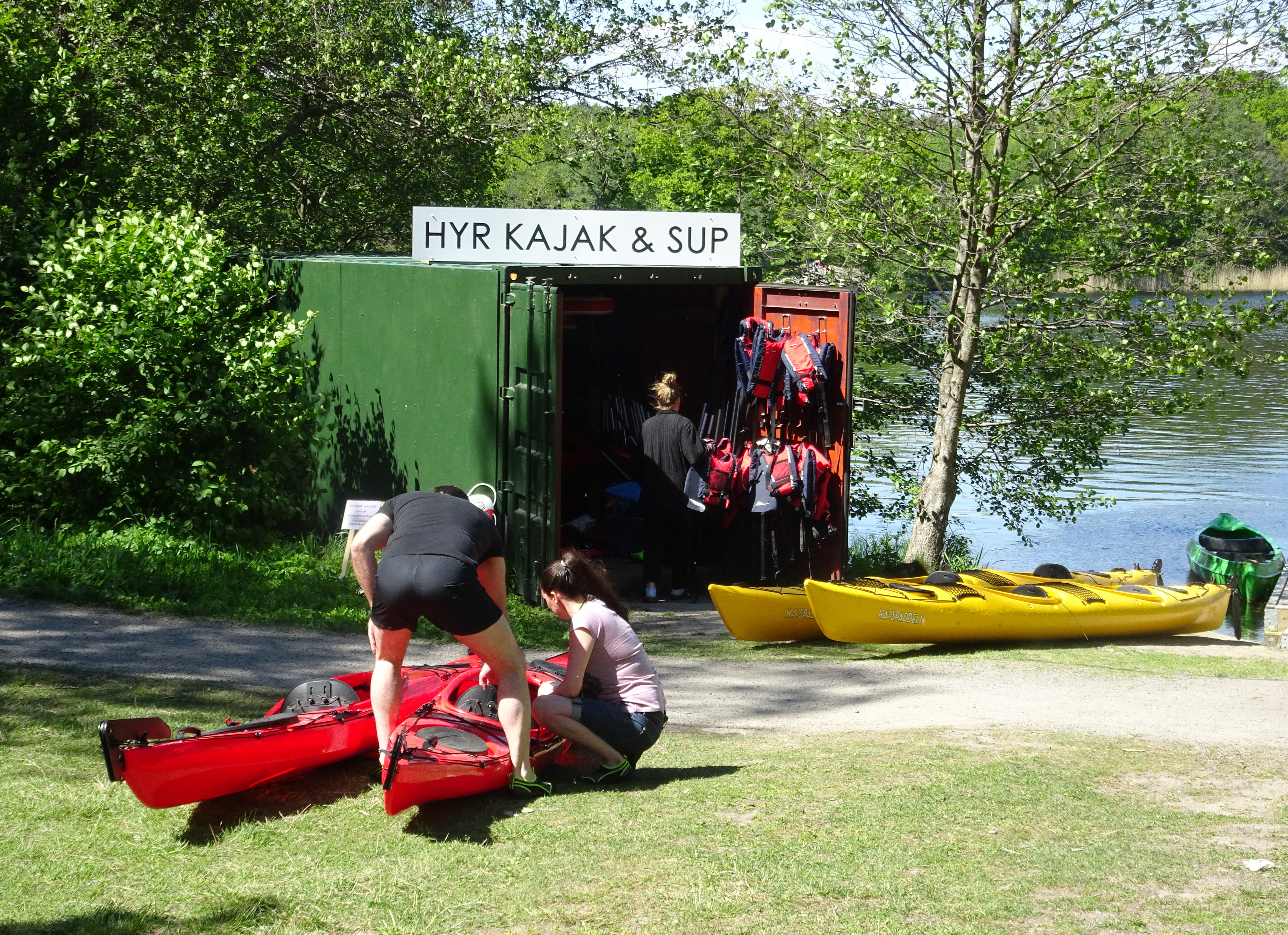
Kajakuthyrning.
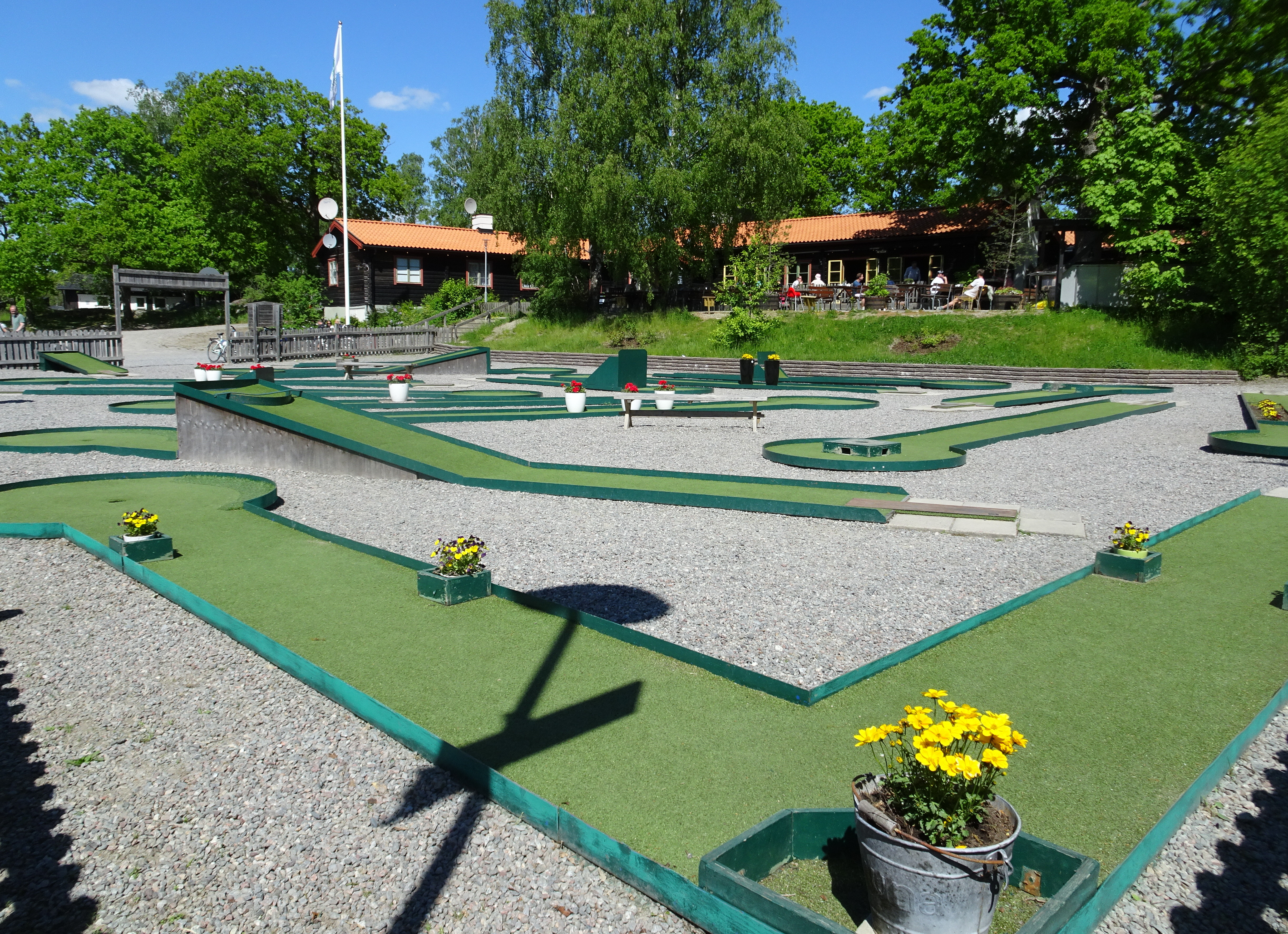
Bangolfanläggningen.
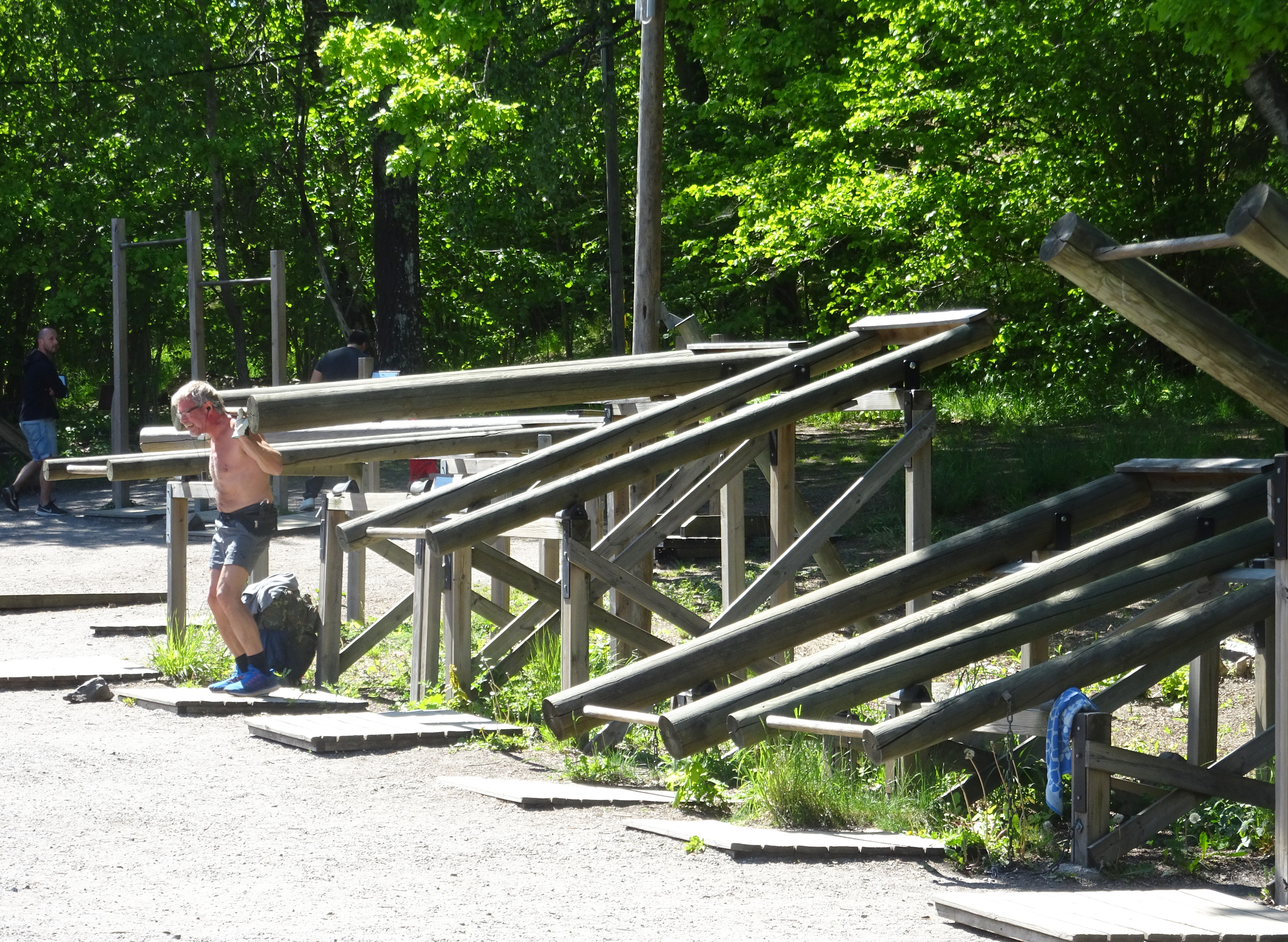
Utegym.